# Найссер, Керстен
Керстен Найссер (нем. Kersten Neisser; род. 4 мая 1956, Галле), в замужестве Кёпке (нем. Köpke) и Кризель (нем. Kriesel) — немецкая гребчиха, выступавшая за сборную ГДР по академической гребле во второй половине 1970-х годов. Чемпионка летних Олимпийских игр в Москве, двукратная чемпионка мира, победительница многих регат национального и международного значения.

## Биография
Керстен Найссер родилась 4 мая 1956 года в городе Галле, ГДР. С 1974 года проходила подготовку в Лейпциге в местном спортивном клубе DHfK.
Первого серьёзного успеха на взрослом международном уровне добилась в сезоне 1977 года, когда вошла в основной состав восточногерманской национальной сборной и побывала на чемпионате мира в Амстердаме, откуда привезла награду золотого достоинства, выигранную в зачёте распашных рулевых восьмёрок.
В 1978 году одержала победу в распашных рулевых четвёрках на мировом первенстве в Карапиро.
На чемпионате мира 1979 года в Бледе стала серебряной призёркой в рулевых четвёрках, уступив в финале только команде из СССР.
Благодаря череде удачных выступлений удостоилась права защищать честь страны на летних Олимпийских играх 1980 года в Москве — в составе экипажа, куда также вошли гребчихи Мартина Бёслер, Кристиане Кёпке, Биргит Шюц, Габриеле Кюн, Илона Рихтер, Марита Зандиг, Карин Метце и рулевая Марина Вильке, заняла первое место в программе женских восьмёрок и тем самым завоевала золотую олимпийскую медаль. За это выдающееся достижение по итогам сезона была награждена орденом «За заслуги перед Отечеством» в серебре.
Завершив спортивную карьеру, переехала на постоянное жительство в Потсдам, где работала физиотерапевтом. Была замужем за потсдамским тренером по гребле Роландом Кёпке. Впоследствии развелась и вышла замуж второй раз, после чего проживала в Гамбурге.